# Bupleurum kohistanicum
Bupleurum kohistanicum là một loài thực vật có hoa trong họ Hoa tán. Loài này được Nasir mô tả khoa học đầu tiên năm 1957.